# Dohovics Vazul
Dohovics Vazul (Ötvösfalva, 1783. március eleje – Huszt, 1849. december 13.) görögkatolikus lelkész, filozófus, a Magyar Tudományos Akadémia levelező tagja, Gebé Andor teológus nagyapja.

## Élete
Atyját Dorhanicsnak hívták és földmívelő volt. Oroszul írni, olvasni otthon tanult meg és már 13 éves volt, mikor Huszton magyar osztályt kezdett járni; innét a máramarosszigeti középiskolába küldték; a bölcseletet Nagyváradon, a teológiát a Nagyszombati Egyetemen és Ungvárt hallgatta. 1811-ben áldozópappá szentelték és Dolhán kezdette lelkészi hivatalát; három év múlva alesperes lett. 1814-ben Lucskára, 1828-ban Munkácsra (ahol egyszersmind iskolaigazgató is volt) s 1844-ben Husztra helyeztetett át. A Magyar Tudományos Akadémia 1831. szeptember 17-én választotta levelező tagjai sorába s 1850. szeptember 14-én Toldy Ferenc tartott fölötte emlékbeszédet az akadémiában. A dolhai templom és paplak, a dolhai s munkácsi kerület több kőtemploma s különösen a munkácsi (melyet a hajdani püspöki lakból alakíttatott át) és a nagylucskai templomok az ő fáradozásával létesültek; közbenjárására a munkácsi görögkatolikus iskola állandó alappal biztosíttatott.

## Munkái
- 1. Carmen hungaricum leonino-elegiacum in laudem Agnellis Viser. Varadini, 1807.
- 2. Oda ruthenica ad monumentum Joannae Kovachich. Budae, 1807.
- 3. Elegia pro onomasi d. Joannis Sztankovics, theol. prof. Tyrnaviae, 1809.
- 4. Epicedion super obitu exc., ill., ac rev. dni Andreae Bacsinszky, episcopi Munkácsiensis… in solennitati exequiarum Ungvarini, die 29. Januarii 1810. celebratum. Cassoviae.
- 5. A világ megnézéséből a teremtő s gondviselő Isten léte természetesen mutatva. Buda, 1823.

Írt még hasonló alkalmi verset Csurgovics János helynök tiszteletére. Ezen kívül írt több katekismust magyar és orosz nyelven s kiadta egyházi beszédeit szintén e két nyelven. Egy orosz ódája (Zaszpivaj ini zazulenyka) megjelent Lucskay Mihály orosz nyelvtanában és vallási tartalmú versei a Kutka-féle orosz g. k. vallástanban.
Kéziratban maradtak: Lexicon philosophicum (Nagyszombat, 1809. 4r.), Extractus sistematis Kantiani (4r. két köt.), Funebrales et festivales praedicationes 4rét és Méhész gyűjtemény. Kéziratainak száma tömérdek és munkái, saját számítása szerint, 1694 ívre terjednek (latin 48, magyar 36 és orosz 10 munka); ezek közül 18 munka jelent meg nyomtatásban; irt több önálló zenedarabot és jól kezelte az ecsetet is. Részt vett a m. tud. akadémia philosophiai műszótárának szerkesztésében.
A magyar nemzeti irodalomnak buzgó barátja volt; különösen fiatalabb korában a költészetet, később a filozófiát művelte; Kant, Fichte, majd Schelling lettek bálványai, mint önéletrajzában írja, s egy új rendszeren dolgozott évekig, melynél az emberi ész természetének vizsgálatát vette alapul, de azt be nem végezhette. Bölcseleti, természettani s egyéb értekezései a következő folyóiratokban jelentek meg: Tudományos Gyűjtemény (1824. IX. Ethnographiára mint tudományra szolgálható észrevételek, 1829. IX. Isten lételének megmutatására való törekedések /61-77. old./, Uo. X. Az 1832. évben megjelölendő üstökösről); Felső-magyarországi Minerva (1825–26. Világ alkotmányáról egy lépéssel feljebb mint Cartész és Newton, kézirata a m. n. múzeumban; 1827. Bacsinszky András munkácsi megyés püspök élete, 1829. Az egész látható világ rende tudományosan előadva, a legújabb felfogások szerint, 1830. Lidércz, sárkány, tüzes golyóbis, lámpás, ugrókecske az égen, meteorok, futó s szakálos csillagok sat. tünetei, új magyarázás szerint, Tenger duzzadás tünetje egy rajzolattal); Társalkodó (1834. Az 1834-ki földrengésről.)